# 国長橋
国長橋（くにながばし）は、岐阜県多治見市の土岐川に架かる国道248号の橋。
国長橋の国長は、多治見国長（鎌倉時代末期の武将。正中の変で自害）に由来する。

## 概要
- 供用：1960年（昭和35年）
  - 車道橋の供用年。歩道橋は1969年（昭和44年）供用。
- 延長：103.0 m
- 幅員：6 m（車道橋の幅員）

## 歴史
- 1935年（昭和10年） - 稲荷橋として架橋される。延長96 m、幅員3.6 mの木橋。
- 1951年（昭和26年）7月15日 - 豪雨で破損。同年12月に修理が完成。
- 1957年（昭和32年）8月8日 - 豪雨で流出。
- 1958年（昭和33年） - 仮橋が架けられる。自動車通行は不可。
- 1960年（昭和35年） - 稲荷橋の上流側に新たに橋が架橋され、国長橋と命名される。
- 1969年（昭和44年） - 歩道橋を併設する。

## 隣の橋
（上流）  記念橋 - 多治見橋（県道15号） - 昭和橋 - 陶都大橋 - 国長橋（国道248号） - 月見橋 - 古虎渓橋 - 諏訪大橋（下流）